# Boda real entre Enrique de Sussex y Meghan Markle
La boda real entre el príncipe Enrique, duque de Sussex y Meghan Markle se celebró en la capilla de San Jorge del Castillo de Windsor el 19 de mayo de 2018.
El duque de Sussex, quinto en la línea de sucesión al trono británico, conoció a Meghan en 2016, cuando ella estaba de paso en Londres y una amiga en común les organizó una cita a ciegas. Unas semanas más tarde, Harry la convenció para irse de acampada cinco días a Botsuana, solos, bajo las estrellas -según contó él-. El 27 de noviembre de 2017, mediante un comunicado público desde Clarence House, el entonces príncipe Carlos anunció el compromiso matrimonial entre el príncipe Enrique y Meghan.
El título otorgado por la reina Isabel II a su nieto en la mañana de la boda fue el de duque de Sussex, es decir, que el príncipe Enrique se convirtió en Su Alteza Real el duque de Sussex, y Meghan Markle, por matrimonio, se convierte en Su Alteza Real la duquesa de Sussex.

## La pareja
El príncipe Enrique es el segundo hijo del entonces príncipe Carlos de Gales y de la fallecida Diana de Gales, y por lo tanto, nieto de la reina Isabel II del Reino Unido y del príncipe Felipe de Edimburgo. Es el quinto en la línea de sucesión al trono británico por detrás de 
su hermano mayor y sus sobrinos.
Rachel Meghan Markle es una ex-actriz estadounidense conocida principalmente por haber protagonizado la serie de televisión Suits. Es hija de Thomas Markle y Doria Ragland y tiene dos medio hermanos fruto de la relación de su padre con su primera esposa.

## Anuncio del compromiso

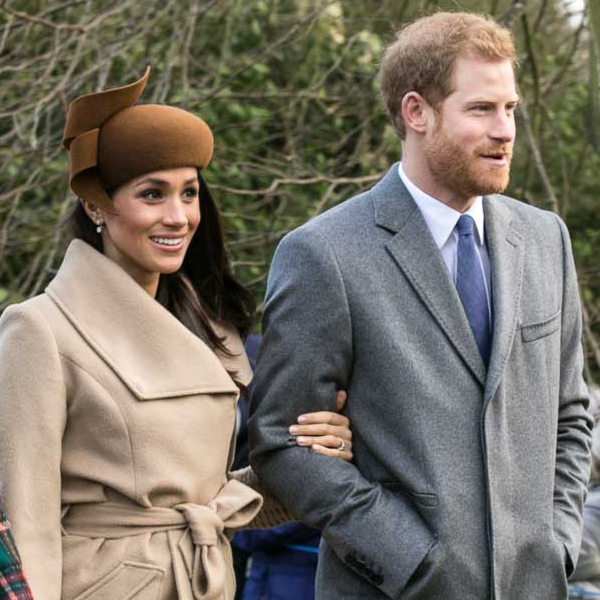
Los esposos Harry de Sussex y Meghan Markle de Sussex.

El 27 de noviembre de 2017 se anunció el compromiso matrimonial entre Harry y Meghan mediante un comunicado emitido desde el gabinete de prensa del entonces príncipe Carlos, tras dos años de noviazgo. La boda se programó para la primavera de 2018. La pareja se había comprometido un mes antes en Londres, y el príncipe le dio a Markle un anillo con un diamante de Botsuana y dos diamantes procedente del joyero personal de su madre Diana. La pareja hizo un posado para la prensa en los jardines del Palacio de Kensington y también concedió una entrevista conjunta para la BBC. Las fotos oficiales de su compromiso fueron tomadas por Alexi Lubomirski en Frogmore House.
De acuerdo con el acta de sucesión a la corona de 2013, las seis primeras personas en la línea de sucesión necesitan el permiso de la reina para poder casarse. En el momento del compromiso matrimonial, Harry ocupaba el quinto puesto. La reina dio su consentimiento en el Consejo privado del Reino Unido el 14 de marzo de 2018.
Markle se convirtió en la segunda estadounidense en casarse con un miembro de la familia real británica tras el matrimonio de Wallis Simpson con Eduardo VIII del Reino Unido. Tras el compromiso, empezó los trámites para conseguir la ciudadanía británica. Durante el proceso, Markle conservará su ciudadanía estadounidense, pero todavía no se ha anunciado si también la conservará una vez sea ciudadana británica.
Markle fue bautizada y confirmada en la Iglesia de Inglaterra por el Arzobispo de Canterbury Justin Welby en el Palacio de St. James. A pesar de estar divorciada, la Iglesia Anglicana permite el matrimonio de personas divorciadas desde 2002.

## Boda
La boda tuvo lugar el sábado 19 de mayo de 2018 en la capilla de San Jorge del castillo de Windsor. La ceremonia fue oficiada por el Arzobispo de Canterbury y la pareja estuvo acompañada por más de 2.600 invitados entre los que se encontraban miembros de la familia real británica y conocidas personalidades de Hollywood.

### Coste
El palacio de Kensignton anunció que la familia real correría con los gastos de la boda, aunque no de la seguridad. La mayoría de medios tomaron como referencia para calcular el coste de la boda el portal británico Bridebook. Se estima que en total, la boda costó unos 36,5 millones de euros.

### Atuendo
En las invitaciones de boda se especificó la vestimenta para los hombres como "uniforme de gala, chaqué de mañana o traje", y para las mujeres "vestido de día, sombrero o tocado y zapatos cerrados".
La novia
Markle lució un vestido diseñado por la británica Clare Waight Keller, directora creativa de la firma Givenchy. El diseño, de seda, con escote barco y manga francesa se estima que costó 387 mil libras esterlinas, y se tardó 5 meses en confeccionarlo. Un pedazo del vestido azul que Markle lució en su primera cita con el príncipe Harry fue incluido en el traje de novia.
El vestido fue complementado con un velo de 5 metros de largo que incluía un bordado de las flores representativas de todos los países pertenecientes a la Commonwealth. El velo fue sujetado por una tiara de diamantes, cedida por la reina Isabel II, que fue creada en 1932 y perteneció a la reina María de Teck.
El novio
El príncipe vistió el día de su boda el uniforme de los Blues and Royals, regimiento de caballería del ejército británico donde Harry sirvió durante diez años. Además, lució el rango mayor con estrella de la Real Orden Victoriana, las medallas al Servicio en Afganistán y del Jubileo de Oro y Diamantes de la Reina Isabel II, y las alas de la Fuerza Aérea del ejército del Reino Unido.

### Invitados
Entre los invitados de la boda se encontraban ciudadanos anónimos, así como representantes de organizaciones en las que colaboran los novios, miembros de la comunidad del Castillo de Windsor y estudiantes de colegios locales. También 250 miembros del ejército británico participaron en la boda. Entre los invitados personales de la pareja se encontraban miembros de la familia real británica y familiares y amigos de los novios.
Casa de Windsor
- La reina y el duque de Edimburgo, abuelos del novio.
  - El príncipe de Gales y la duquesa de Cornualles, el padre y la madrastra del novio.
    - El duque y la duquesa de Cambridge, el hermano y la cuñada del novio.
      - El príncipe Jorge de Cambridge, sobrino del novio.
      - La princesa Carlota de Cambridge, sobrina del novio.

  - La princesa real y el vicealmirante Timothy Laurence, tíos del novio.
    - Peter y Autumn Phillips, primo del novio y su esposa.
    - Zara y Michael Tindall, prima del novio y su marido.

  - El duque de York, tío y padrino del novio.
    - La princesa Beatriz de York, prima del novio.
    - La princesa Eugenia de York y Jack Brooksbank, prima del novio y su prometido.

  - El conde y la condesa de Wessex, tíos del novio.
    - Lady Luisa Mountbatten-Windsor, prima del novio.
    - El vizconde Severn, primo del novio.
- Descendientes de la princesa Margarita, condesa de Snowdon:
  - El conde y la condesa de Snowdon, primo segundo del novio y su esposa.
    - El vizconde Linley, primo segundo del novio.
    - Lady Margarita Armstrong-Jones, prima segunda del novio.

  - Lady Sarah Chatto y Daniel Chatto, prima segunda y madrina del novio y su marido.
    - Samuel Chatto, primo segundo del novio.
    - Arthur Chatto, primo segundo del novio.
- Descendientes del rey Jorge V:
  - El duque y la duquesa de Gloucester, primo tercero del novio y su esposa.
  - El duque y la duquesa de Kent, primo tercero del novio y su esposa.
  - La princesa Alexandra, lady Ogilvy, prima tercera del novio.
  - El príncipe y la princesa Michael de Kent, primo tercero del novio y su esposa.

Familia Spencer
- Lady Sarah y Neil McCorquodale, tíos del novio.
  - Emily McCorquodale, prima del novio.
  - George McCorquodale, primo del novio.
  - Celia McCorquodale, prima del novio.
- Lady y Lord Fellowes, tíos del novio.
  - Laura Pettman, prima del novio.
  - Alexander Fellowes, primo del novio.
  - Eleanor Fellowes, prima del novio.
- El conde y la condesa Spencer, tíos del novio.
  - Lady Kitty Spencer, prima del novio.
  - Lady Eliza Spencer, prima del novio.
  - El vizconde Althorp, primo del novio.

Familia Parker-Bowles
- Tom Parker Bowles y Sarah Buys, hermanastro del novio y su esposa.
- Laura y Harry Lopes, hermanastra del novio y su marido.

Familia Middleton
- Michael y Carole Middleton, padres de la duquesa de Cambridge.
  - Pippa Middleton y James Matthews, hermana y cuñado de la duquesa de Cambridge.
  - James Middleton, hermano de la duquesa de Cambridge.

Familia Markle
- Doria Ragland, madre de la novia.

Realeza extranjera
- El príncipe Seeiso y la princesa Mabereng Seeiso de Lesoto.
- El príncipe y la princesa herederos de Oettingen-Oettingen y Oettingen-Spielberg.

Amigos y conocidos del novio
- Victoria Aitken, primera esposa del conde de Spencer.
- Carolyn y William Bartholomew, madrina del novio y su marido.
- James Blunt y Sofia Wellesley, amigo del novio y su mujer.
- Cressida Bonas, amiga del novio.
- Emilie van Cutsem, viuda de Hugh van Cutsem.
  - Nicholas y Alice van Cutsem, amigos del novio.
- Chelsy y Shaun Davy, amigos del novio.
- Rebecca Deacon y Adam Priestley, ex-secretaria privada de la duquesa de Cambridge y pareja.
- Sarah Ferguson, ex-mujer del tío del novio el duque de York.
- Mark y Amanda Dyer, amigos del novio.
- Patrick y Mel Harverson, ex-secretario de comunicación del príncipe de Gales y la duquesa de Cornualles y portavoz oficial de los duques de Cambridge y su mujer.
- Tom y Lara Inskip, amigo del novio y su mujer.
- Daisy Jenks, amiga del novio.
- Arthur Landon, amigo del novio.
- Katalin Landon, amiga del novio.
- Ed y Sonia Lane Fox, secretario privado del novio y su mujer.
- Shân Legge-Bourke, madre de Tiggy Pettifer, que fue niñera del novio.
- James Meade y Lady Laura Marsham, amigo del novio y padrino de la princesa Carlota y su mujer.
- Guy Pelly y Lizzie Wilson, amigo del novio y su mujer.
- Tiggy y Charles Pettifer, niñera del novio y su marido.
- Julia y Michael Samuel, amiga de la princesa Diana y madrina del príncipe Jorge y su marido.
- Dean y Alana Stott, amigos del novio.
- Alexander van Straubenzee, amigo del novio y del duque de Cambridge.
- Charlie van Straubenzee, amigo del novio.
- Claire van Straubenzee, amigo del novio y del duque de Cambridge.
- Thomas van Straubenzee, amigo del novio.
- William van Straubenzee, amigo del novio.
- Lord Vestey, amigo de la familia del novio.
  - William Vestey y Violet Henderson.
- Lady Carolyn Warren y John Warren, amigos de la familia del novio.
- Amanda Ward, viuda de Gerald Ward que fue padrino de bautismo del novio.
- Jake Warren, amigo del novio.
- Jessie Webb, niñera del duque de Cambridge y actual niñera del príncipe Jorge.
- Violet Von Westenholz.
- La duquesa de Westminster, madrina del duque de Cambridge.
  - Lady Edwina y Daniel Snow.
  - El VII duque de Westminster, padrino de bautismo del príncipe Jorge de Cambridge.
  - Lady Viola Grosvenor.

Amigos y conocidos de la novia
- Patrick J. Adams y Troian Bellisario, compañero de reparto de Markle en Suits y su mujer.
- Markus Anderson, amigo de la novia.
- Priyanka Chopra, amiga de la novia.
- Heather Dorak y Matt Cohen, amiga de la novia y su marido.
- Janina Gavankar, amiga de la novia.
- Michael Hess, amigo de la novia.
- Genevieve Hillis, amiga de la novia.
- Rick Hoffman, compañero de reparto de Markle en Suits.
- Lindsay y Gavin Jordan, amiga de la novia y su marido.
- Celine Khavarani, amiga de la novia.
- Brian Kocinski, amigo de la novia.
- Benita y Darren Litt, amiga de la novia y su marido.
- Gabriel Macht y Jacinda Barret, compañero de reparto de Markle en Suits y su mujer.
- Isabel May, amiga de la novia.
- Lucy Meadmore, amiga de la novia.
- Jessica y Benedict Mulroney, amiga de la novia y su marido.
- Sarah Rafferty, compañera de reparto de Markle en Suits.
- Jill Smoller, amiga de la novia.
- Abigail Spencer, compañera de reparto de Markle en Suits.
- Gina Torres, compañera de reparto de Markle en Suits.
- Silver Tree, productora y directora de Suits.
- Nicholas y Amelia Walton Collins, ex-agente de la novia y su mujer.
- Serena Williams y Alexis Ohanian, amiga de la novia y su marido.
- Oprah Winfrey, amiga de la novia.

Amigos de los novios
- Alessandra Balazs.
- David y Victoria Beckham.
- George y Amal Clooney.
- James Corden y su mujer Julia Carey.
- Idris Elba y su prometida Sabrina Dhowre.
- Nacho Figueras y su mujer Delfina Blaquier.
- Will y Caroline Greenwood.
- Tom Hardy y Charlotte Riley.
- James Haskell y Chloe Madeley.
- Elton John y David Furnish.
- Abraham Levy.
- Alexi y Giada Lubomirski, fotógrafo de las fotografías oficiales del compromiso de los novios y su mujer.
- Carey Mulligan y Marcus Mumford.
- Misha Nonoo.
- Joss Stone.
- Jonny Wilkinson y Shelley Jenkins.
- Clive Woodward.

### Ceremonia
Padrino y dama de honor
En El 26 de abril se confirmó que Harry había escogido como su padrino de boda a su hermano mayor el príncipe Guillermo. Así pues, Guillermo acompañó a su hermano al altar tal y como este lo había hecho en la boda entre Guillermo y Catherine Middleton en 2011 en la Abadía de Westminster. Ambos vistieron el uniforme de gala de los Blues and Royals.
Tras diversos rumores, a principios de mayo se confirmó que Markle había decidido no tener dama de honor, por lo que realizaría su entrada a la capilla solamente acompañada por un cortejo nupcial formado exclusivamente por niños. Finalmente fueron seleccionados 10 pajes y damas de honor para integrar el cortejo entre los que se encontraban los príncipes Jorge y Carlota de Cambridge, sobrinos de Harry; John, Brian y Ivy Mulroney, hijos de la estilista Jessica Mulroney, una de las mejores amigas de Markle; Rylan y Remi Litt, hijos de Benita Litt y ahijados de Meghan; Florence van Cutsem, hija de Nicholas y Alice van Cutsem y ahijada de Harry; Zalie Warren, hija de Jake Warren y ahijada de Harry; y Jasper Dyer, hijo de Mark Dyer y también ahijado de Harry.
Tan solo 24 horas antes de la boda se anunció que el padre de Meghan, Thomas Markle, no acudiría a la boda de su hija por problemas de salud. Markle llegó junto a su madre a la capilla de St. James en Windsor, y caminó sola la mitad del recorrido hasta el altar, donde la esperaba el entonces príncipe Carlos, que la acompañó los metros finales.
Servicio religioso
Los invitados llegaron a la capilla alrededor de las 9:30 de la mañana. Tras ellos lo hicieron los miembros de la familia real. El príncipe Harry acompañado de su hermano y padrino, el duque de Cambridge, llegó a la capilla a las 11:35 a. m. (hora local). Los últimos en llegar fueron la reina y el duque de Edimburgo, que hicieron acto de presencia en la capilla de St. James minutos antes de la llegada de la novia. Markle llegó en coche a la capilla alrededor de las 12 del mediodía. Entró acompañada por su cortejo nupcial, donde la recibió el reverendo David Conner.
La ceremonia fue oficiada por el reverendo David Conner y el arzobispo de Canterbury Justin Welby, que fue el encargado de llevar a cabo el rito matrimonial. El sermón fue pronunciado por el reverendo Michael Curry, que se inspiró en Martin Luther King declarando la ceremonia como "la unión entre dos mundos" y "una celebración del poder del amor". La baronesa Fellowes, tía materna del novio, leyó un extracto del Cantar de los cantares del rey Salomón.
La pareja pronunció sus votos matrimoniales al inicio de la ceremonia. Ambos pronunciaron las mismas palabras y Markle optó por no hacer la promesa de "obedecer a su esposo", tal y como habían hecho anteriormente la princesa Diana y la duquesa de Cambridge el día de su boda. Tras los votos, la pareja intercambió las alianzas de boda. Meghan recibió un anillo de oro galés, regalo de la reina de Inglaterra, mientras que el príncipe recibió un anillo de platino. Ambos fueron creados por la joyería Cleave and Company.

## Cobertura
Se calcula que centenares de millones de personas siguieron la retransmisión de la boda real en todo el mundo. Entre ellos 18 millones de británicos, cifra por debajo de la boda real entre los duques de Cambridge en 2011. En Estados Unidos, país natal de la novia, las retransmisiones especiales fueron seguidas por 29 millones de espectadores, siendo el enlace más visto en la televisión estadounidense.
En el Reino Unido, el enlace real fue retransmitido por la televisión pública BBC One, así como los canales ITV, Sky News, CNN Internacional y E! Europa. Además, también se pudo ver en línea a través del canal de Youtube oficial de la Familia real británica. En Irlanda, se retransmitió por la televisión pública RTÉ.
También en diversos países de la Commonwealth pudo verse la boda real. En Canadá la CBC ofreció una retransmisión simultánea en el canal principal de televisión, en la CBC Radio One y en la CBC News Network. La TVNZ emitió la boda en Nueva Zelanda, mientras que la SBS hizo lo propio en Australia.
En Estados Unidos diversos medios de comunicación cubrieron en directo dicho acontecimiento. Los canales CBS, NBC, ABC, E!, PBS, BBC América, TCL, FOX, Telemundo, Univisión y HBO dedicaron diferentes espacios de su programación a la boda real. En España, la boda fue seguida a por más de dos millones de espectadores a través de un especial del programa Amigas y conocidas de La 1 de Televisión Española. También desde Telemadrid y DKISS siguieron el enlace en directo.